# Isla Trukhaniv
La isla Trukhaniv (en ucraniano: Труханів острів, Trukhaniv ostriv) es una isla situada en el río Dnieper, frente al histórico barrio de Podil de la ciudad de Kiev. Tiene una superficie de 4,5 km². La isla está cubierta de vegetación, como el que existe en el parque acuático Hidropark en una isla cercana. Hasta 1957, el único método de transporte para la isla fue en barco en el verano o cruzando el hielo en el invierno. En ese año fue construido el puente peatonal, facilitando los viajes desde y hacia la isla.
Trukhaniv contiene numerosos cafés, restaurantes, complejos deportivos, y la más grande de las playas de la ciudad. La isla no sólo es popular por sus numerosas actividades de ocio, sino también por la pesca en el río Dniéper. En el verano, algunas partes de la isla se utilizan para el ciclismo y en invierno se practica el esquí. En el verano de 2005, muchos  turistas que viajaron para ver el Festival de Eurovisión 2005 se alojaron en la Isla Trukhaniv.